# Trichodactylidae
Super-famille
Famille
Les Trichodactylidae sont une famille de crabes, la seule de la super-famille des Trichodactyloidea. Elle comprend 50 espèces dans 15 genres.

## Distribution
Cette famille regroupe des crabes d'eau douce d'Amérique centrale et du Sud.

## Liste des genres
Selon World Register of Marine Species (24 juin 2016) :
- sous-famille Dilocarcininae Pretzmann, 1978
  - genre Bottiella Magalhães & Türkay, 1996
  - genre Dilocarcinus H. Milne Edwards, 1853
  - genre Forsteriana Ng & Low, 2010
  - genre Fredilocarcinus Pretzmann, 1978
  - genre Goyazana Bott, 1969
  - genre Melocarcinus Magalhães & Türkay, 1996
  - genre Moreirocarcinus Magalhães & Türkay, 1996
  - genre Poppiana Bott, 1969
  - genre Rotundovaldivia Pretzmann, 1968
  - genre Sylviocarcinus H. Milne Edwards, 1853
  - genre Valdivia White, 1847
  - genre Zilchiopsis Bott, 1969
- sous-famille Trichodactylinae H. Milne Edwards, 1853
  - genre Avotrichodactylus Pretzmann, 1968
  - genre Rodriguezia Bott, 1969
  - genre Trichodactylus Latreille, 1828